# Fasilides
Fasilides (en Ge'ez ፋሲልደስ Fāsīladas) (1603 - 18 de octubre de 1667), fue un nəgusä nägäst (o emperador etíope) de la dinastía salomónica, que gobernó en Etiopía entre los años 1632 y 1667. Era el hijo del emperador Susenyos y de la emperatriz Sultana Mogassa, nació en Magazaz en Shewa en el año 1603. Fasilides es comúnmente reconocido por fundar la ciudad de Gondar, en 1632, estableciéndola como capital de Etiopía.

## Reinado

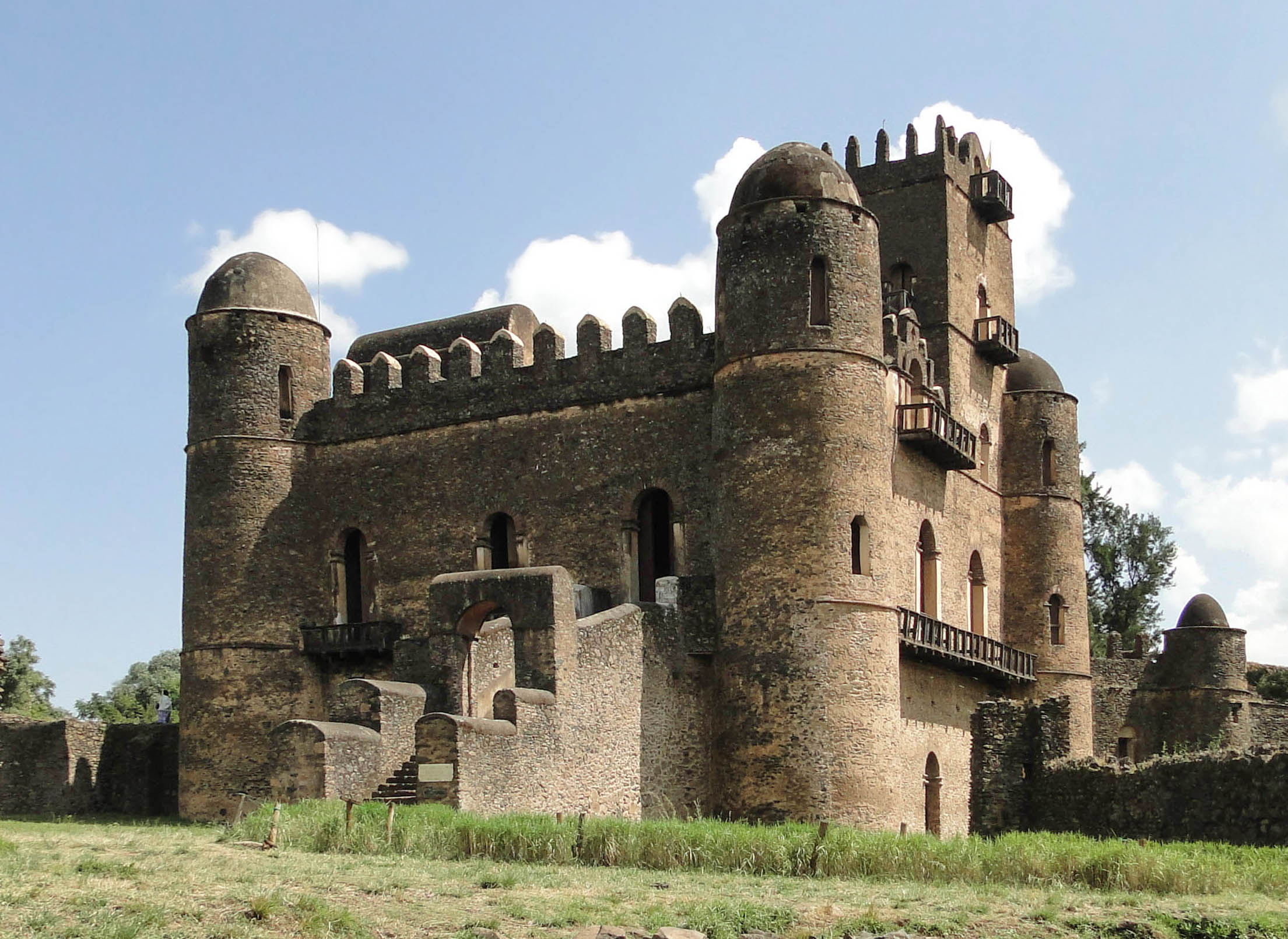
Palacio de Fasilides en Gondar.

Fasilides fue proclamado emperador en 1630 durante una revuelta encabezada por Sersa Krestos, sin embargo no asumió realmente al trono hasta la abdicación de su padre en 1632. Desde el comienzo de su reinado actuó para restablecer el poder de la tradicional Iglesia Ortodoxa Etíope. Se preocupó de restaurar las antiguas relaciones que existían entre la iglesia etíope y el Patriarca de Alejandría. Se confiscaron las tierras de los jesuitas en Dankaz y en otras partes del imperio, y relegándolos a Fremona. Cuando se enteró de que los portugueses habían bombardeado Mombasa, Fasilides supuso que el sacerdote católico Afonso Mendes, estaba detrás del acto y decidió la expulsión de los jesuitas que quedaban de sus tierras.
En 1637 Fasilides llevó a cabo una campaña militar contra el pueblo Agaw, cuyas tierras fueron ocupadas durante el resto de su reinado, repeliendo los ataques de los oromo en su reino y realizando expediciones punitivas contra los Agaw. En 1664 envió una embajada a la India para felicitar la ascensión de Aurangzeb al trono del Imperio Mogol.
En 1666, luego de la rebelión de su hijo Dawit, Fasilides lo mandó a encarcelar en Wehni, reviviendo la antigua práctica de confinar a los miembros problemáticos de la familia imperial a la cima de una montaña. Al año siguiente, Fasilides murió en Azazo, cinco millas al sur de Gondar, y su cuerpo fue enterrado en el monasterio de San Esteban en la isla Daga en el Lago Tana.
| Predecesor: Susenyos | Emperador de Etiopía 1632-1667 | Sucesor: Yohannes I |